# Verwaltungsgemeinschaft Beetzendorf-Diesdorf
In der Verwaltungsgemeinschaft Beetzendorf-Diesdorf im Altmarkkreis Salzwedel im Nordwesten Sachsen-Anhalts waren bis zum 31. Dezember 2009 14 Gemeinden zusammengeschlossen. Sie wurde durch die Verbandsgemeinde Beetzendorf-Diesdorf abgelöst.
Die Verwaltungsgemeinschaft entstand am 1. Januar 2005 durch die Zusammenlegung der aufgelösten Verwaltungsgemeinschaften Beetzendorf (15 Gemeinden) und Diesdorf-Dähre (10 Gemeinden).
Sitz der Verwaltungsgemeinschaft war die Gemeinde Beetzendorf. Auf einer Fläche von 494,29 km² lebten am 31. Dezember 2008 13.697 Einwohner. Der amtliche Gemeindeschlüssel war 01508102. Zuletzt bekleidete Christiane Lüdemann das Amt der Leiterin der Verwaltungsgemeinschaft.
Am 1. Januar 2009 gab es folgende Fusionen / Eingemeindungen:
- die Gemeinden Bonese, Dähre und Lagendorf schlossen sich zur neuen Gemeinde Dähre zusammen
- die Gemeinden Ahlum, Bierstedt und Rohrberg schlossen sich zur neuen Gemeinde Rohrberg zusammen
- die Gemeinden Bandau, Jeeben, Hohentramm, Mellin und Tangeln gaben ihre Selbständigkeit auf und wurden in die Gemeinde Beetzendorf eingemeindet

Am 1. Juli 2009 schlossen sich die Gemeinden Ellenberg und Gieseritz sowie Wallstawe aus der Verwaltungsgemeinschaft Salzwedel-Land der VG Beetzendorf-Diesdorf an. Sie bildeten zusammen die neue Gemeinde Wallstawe. Die ehemalige Gemeinde Altensalzwedel (ebenfalls aus der VG Salzwedel-Land) schloss sich mit dem Flecken Apenburg und der Gemeinde Winterfeld zum neuen Flecken Apenburg-Winterfeld zusammen.

## Die Gemeinden mit ihren Ortsteilen
- Flecken Apenburg-Winterfeld mit Altensalzwedel, Apenburg, Baars, Hagen, Klein Apenburg, Quadendambeck, Recklingen, Rittleben, Saalfeld und Winterfeld
- Beetzendorf mit Audorf, Bandau, Darnebeck, Groß Gischau, Hohentramm, Jeeben, Käcklitz, Klein Gischau, Mellin, Neumühle, Peertz, Poppau, Siedengrieben, Stapen, Tangeln und Wohlgemuth
- Bornsen mit Drebenstedt
- Dähre mit Bonese, Dahrendorf, Dolsleben, Eickhorst, Fahrendorf, Hohendolsleben, Holzhausen, Kleistau, Kortenbeck, Lagendorf, Markau, Rustenbeck, Schmölau, Wendischhorst, Wiewohl und Winkelstedt
- Flecken Diesdorf mit Abbendorf, Bergmoor, Dankensen, Dülseberg, Haselhorst, Hohenböddenstedt, Lindhof, Molmke, Peckensen, Schadeberg, Schadewohl und Waddekath
- Hanum
- Jübar
- Langenapel
- Lüdelsen mit Groß Wismar, Klein Wismar und Neuenstall
- Mehmke mit Hohengrieben und Wüllmersen
- Nettgau mit Gladdenstedt und Wendischbrome
- Neuekrug mit Höddelsen und Reddigau
- Rohrberg mit Ahlum, Groß Bierstedt, Klein Bierstedt, Nieps und Stöckheim
- Wallstawe mit Deutschhorst, Ellenberg, Gieseritz, Hilmsen, Nipkendey, Umfelde und Wiersdorf

Koordinaten: 52° 44′ N, 10° 56′ O